# أوقست شنايدر (كاتب عدل)
أوقست شنايدر (بالألمانية: August Schneider)‏ (و. 1851 – 1929 م) هو كاتب عدل، ومحامي، وسياسي ألماني، توفي في درسدن، عن عمر يناهز 78 عاماً.

## مناصب
تولى منصب عمدة، كاتوفيتسه (1890–1902)
.

## جوائز
حصل على جوائز منها:

Order of the Red Eagle 4th Class ‏